# Rumen Porożanow
Rumen Andonow Porożanow, bułg. Румен Андонов Порожанов (ur. 17 sierpnia 1964 w Razłogu) – bułgarski ekonomista i urzędnik państwowy, w 2014 minister finansów, w latach 2017–2019 minister rolnictwa.

## Życiorys
Absolwent studiów z zakresu ekonomii i zarządzania na Uniwersytecie Gospodarki Narodowej i Światowej. Kształcił się również w Austrii w Joint Vienna Institute. Zawodowo związany z bułgarskim ministerstwem finansów, od 1992 na stanowisku eksperta, od 1995 na stanowisku dyrektorskim. W latach 2009–2011 był dyrektorem gabinetu ministra, następnie do 2013 zarządzał państwowym funduszem rolniczym „Zemedelie”. W latach 2013–2014 zajmował stanowisko przewodniczącego zarządu centrum analitycznego zajmującego się m.in. problematyką finansowania i funduszy europejskich. Jednocześnie od pierwszej połowy lat 90. pełnił różne funkcje w organach zarządczych i nadzorczych przedsiębiorstw państwowych.
W sierpniu 2014 objął urząd ministra finansów w przejściowym rządzie, którym kierował Georgi Bliznaszki. Sprawował go do listopada tego samego roku, po czym w tym samym miesiącu powrócił na stanowisko prezesa funduszu „Zemedelie”, zajmując je do lutego 2017. W maju 2017 otrzymał nominację na ministra rolnictwa, żywności i leśnictwa w trzecim gabinecie Bojka Borisowa. W maju 2019 ustąpił z tej funkcji na żądanie premiera w związku z toczącym się postępowaniem dotyczącym niegospodarności w funduszu rolniczym, którym uprzednio zarządzał.